# Oscar Murua
Oscar Murua, il cui nome completo era José Óscar Francisco Murúa y Sánchez de Robledo (Città del Guatemala, 25 gennaio 1898 – Città del Guatemala, 1º aprile 1980), è stato un pittore impressionista guatemalteco.
Figlio dell'emigrante spagnolo José Antonio Murúa y Valerdi, Oscar Murua è nato a Città del Guatemala il 25 gennaio 1898. Viaggiò in Spagna e Stati Uniti per poi tornare in Guatemala.